# 小峯敦
小峯 敦（こみね あつし、1965年 - ）は、日本の経済学者。専門は経済学史、経済思想史等。法政大学法学部教授。龍谷大学名誉教授。第34代経済学史学会代表幹事。ケンブリッジ大学クレア・ホール終身会員。

## 人物
一橋大学大学院経済学研究科出身。大学院在学中に、内藤章記念賞を受賞。指導教官は美濃口武雄。
1994年一橋大学経済学部助手。
1995年新潟産業大学経済学部専任講師、1999年新潟産業大学経済学部助教授。
2001年エクセター大学客員研究員。
2005年龍谷大学経済学部助教授、2007年龍谷大学経済学部准教授、2008年龍谷大学経済学部教授、2020-2024年龍谷大学経済学部長。
2024年法政大学法学部教授。
2007年一橋大学経済研究所客員准教授。2009年ケンブリッジ大学クレア・ホール客員研究員。2010年ケンブリッジ大学クレア・ホール終身会員。
2011年、一橋大学より博士（経済学）。
ケインズ学会幹事。2017年第34代経済学史学会代表幹事。2018年経済学史学会賞選考委員長。専門は経済学史、経済思想史、福祉国家論、テキストマイニング。

## 著作
- 『ベヴァリッジの経済思想─ケインズたちとの交流』（昭和堂 2007年）
- "Keynes and his Contemporaries: Tradition and Enterprise in the Cambridge School of Economics"（Routledge 2014年）
- "William Henry Beveridge (1879-1963)”, in R. A. Cord (ed.) The Palgrave Companion to LSE Economics（Palgrave Macmillan 2018年）
- 『経済学史』（ミネルヴァ書房 2021年）

### 編著
- 『戦争と平和の経済思想』（晃洋書房　2020年）
- 『テキストマイニングから読み解く経済学史』（ナカニシヤ出版 2021年）